# Equipe húngara na Copa Billie Jean King
A equipe húngara na Copa Billie Jean King representa a Hungria na Copa Billie Jean King, principal competição de tênis feminina por equipes do mundo. É administrada pela Hungarian Tennis Association.

## História
A Hungria competiu pela primeira vez em 1963. Seus melhores resultados foram as quartas de final de 1963 e 1985.

## Última convocação
Para o Grupo I da Europa/África de 2023, entre 10 e 15 de abril:
- Anna Bondár
- Dalma Gálfi
- Réka Luca Jani
- Natália Szabanin
- Amarissa Kiara Tóth